# Irina Pawlowna Paley

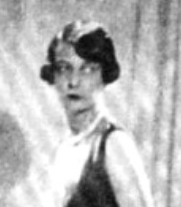
Irina Pawlowna Paley

Irina Pawlowna Fürstin Paley, Gräfin von Hohenfelsen (russisch Ирина Павловна Палей; * 21. Dezember 1903 in Paris; † 15. November 1990 ebenda) war eine Enkelin von Kaiser Alexander II. von Russland.

## Leben
Irina war die Tochter von Großfürst Pawel Alexandrowitsch Romanow (1860–1919) und seiner zweiten Ehefrau Olga von Pistohlkors (1865–1929), spätere Gräfin von Hohenfelsen und Fürstin Paley. Sie wuchs in Paris zusammen mit ihren beiden Geschwistern Wladimir Pawlowitsch (1897–1918) und Natalia Pawlowna (1905–1981) auf. Irina hatte durch beider Eltern erste Ehen Halbgeschwister. Mütterlicherseits Alexander von Pistolkohrs (1885–1944), Olga von Pistolkohrs (1888–1963) und Marianna von Pistolkohrs (1890–1976), und väterlicherseits Marija Pawlowna Romanowa (1890–1958) und Dmitri Pawlowitsch Romanow (1891–1942). Letzterer war an der Ermordung des Wanderpredigers Rasputin mitverantwortlich. 1914 wurde ihrer Familie erlaubt wieder in Russland zu leben.

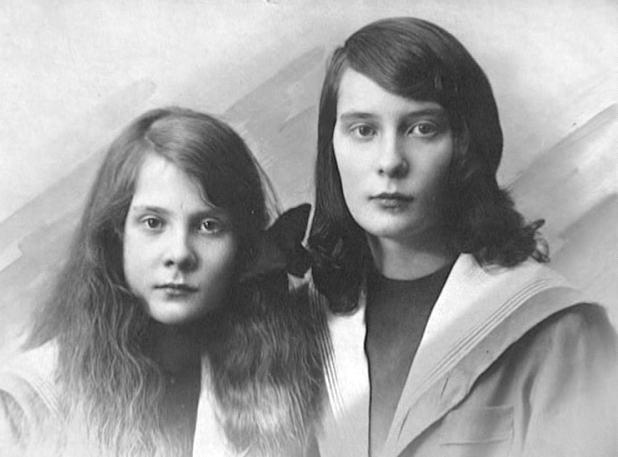
Irina (rechts) mit Schwester Natalia

Nach der Oktoberrevolution wurde das Vermögen der Romanows beschlagnahmt und viele Familienmitglieder im Alexanderpalast unter Hausarrest gestellt, darunter auch Irinas Vater mit seiner Familie. Ihr Bruder Wladimir wurde nach Alapajewsk gebracht, wo er später zusammen mit anderen Mitgliedern der Familie Romanow von der Tscheka ermordet wurde. Ihr Vater wurde 1919 in der Peter-und-Paul-Festung von Bolschewiki erschossen. 1920 floh Irina mit ihrer Mutter und Schwester über Finnland nach Frankreich.
Am 21. Mai 1923 heiratete sie in Paris ihren Cousin (ersten Grades) Prinz Fjodor Alexandrowitsch Romanow (1898–1968), zweiter Sohn des Großfürsten Alexander Michailowitsch Romanow und der Zarentochter Xenija Alexandrowna Romanowa. Aus der Ehe ging ein Sohn, Michail (1924–2008), hervor. 1934 wurde ihre Tochter Irene aus einer Liaison geboren und am 22. Juli 1936 ihre Ehe mit Fjodor geschieden. Am 11. April 1950 heiratete sie in Paris Hubert Conquéré de Monbrison (1892–1981), den Vater ihrer Tochter.